# کبوتر رودریگز
کبوتر رودریگز (انگلیسی: Rodrigues solitaire) یک پرنده منقرض شده بی‌پرواز است که در جزیره رودریگز در شرق ماداگاسکار در اقیانوس هند زندگی می‌کرد. نرها بسیار بزرگتر از ماده‌ها بودند و تا ۹۰ سانتی‌متر (۳۵ اینچ) طول و ۲۸ کیلوگرم (۶۲ پوند) وزن داشتند، در مقابل ۷۰ سانتی‌متر (۲۸ اینچ) و ۱۷ کیلوگرم (۳۷ پوند) برای ماده‌ها. پرهای آنها خاکستری و قهوه ای بود. ماده رنگ پریده تر از نر بود. کبوتر رودریگز در اواخر قرن ۱۸ منقرض شد. به غیر از شرح و نگاره Leguat و چند توصیف معاصر دیگر، هیچ چیز در مورد پرنده شناخته شده نبود تا اینکه در سال ۱۷۸۶ چند استخوان زیر فسیلی در غاری پیدا شد. هزاران استخوان متعاقباً حفاری شدند.